# Дивдядово
Дивдядово е квартал на град Шумен. Той е бивше село, присъединено към града през 1971 година.
Разположено е на юг от центъра на града, в подножието на Шуменското плато.

## История

### Античност и средновековие
Първите заселници в землището на Дивдядово вероятно са били траки – има следи от поселище още от V в. пр. Хр. По-късно е колонизирано от Римската и от Византийската империя – при земеделски дейности са откривани византийски съдове.

### Османски период
Няма убедителна версия за етимологията на името. Според местна легенда тук се е заселил някакъв дядо, беглец от Западна България и тъй като не общувал с никого оттам идва и ”Див дядо”. Втора версия извежда името от латински език като „къпещи се богини“ или „извор на богини“, вероятно изхождайки от най-ранните поселища, създадени около обилни извори, известни от османско време като Баш бунар. Дубровнишкият търговец и пътешественик Павел Джорджич първи лансира идеята за римския произход на името още през 1595 г. След османското нашествие е известно с имената Ченгер, Дженгер и Чингяр. Според проф. Тончо Жечев вероятно това е турска версия на славянското Разбой – белег, че вероятно в околностите е имало голямо сражение, останало като спомен в името. До 1878 г. селото е носило името Ченгел.

Първите достоверни сведения за Дивдядово са от дубровнишкия учен Руджер Йосип Бошкович, който през 1762 година пътува през българските земи и пише: 
...Един час преди пристигането ни в Шумен стигнахме до едно село на име Ченгелкьой. То е Турско село и в него има много малко, нищожно минаре, което е всъщност кула, подобна на нашите камбанарии, откъдето свещеникът вика през различни часове на деня, определени за молитва. По пътя видяхме няколко добре изградени чешми от четириъгълни дялани камъни. Отвъд селото земята беше добре обработена, с лозя и много овощни дръвчета. Големият път беше ограден с много красив плет. Целият беше от високи храсти на диви рози, натежали от цвят и бъз. Различното зелено, червено и бяло, което самата природа е размесила, представляваше много красива гледка.
.
Църквата на селото е зидана през 1846, а през 1862 е основано местно училище. Константин Иречек отбелязва, че село Дивдядово „се отличава по грижите за своите училища“. В това училище е учил при даскал Герчо и Панайот Волов.
В дописка от 1862 г. във вестника на Драган Цанков „България“ има следното описание на Дивдядово:
 Село Дивдядово се намира в Шюменското окръжие, близо града на 1 час разстояние, на прекрасно местоположение, обиоклено с хубави лозя и увеселителни градини, на чист благотворен въздух, с много източници, от които тече бистра и студена вода; сред селото протича рекица; събирана от чешмите и от извора над селото, назован Баш-Бунар, отдето се напояват селските градини (насадени от сякакви зелия и зеленища (зарзавати). Шюмнени лятно время, мъже и жени, отиват там по разходка, отдето надвечер ся вращат весели, с песни и игри. Наистина това място ми ся видя чюдесно, особено по здравий си въздух. Тук видях много стари хора: приказаха ми, че имало в селото една баба попадия на 120 години. Това село състои се от 130 къщи, от които 30 са Турци, а 100-те Българи; те се занимават с орачество и повече с лозарство, откъдето излиза добро за пиение винце. 
Има сведения, че през май 1870 г. Васил Левски посещава Дивдядово и заедно с поп Захари Димов основава местен революционен комитет. В късната есен на 1873 г. той се свързва с основателите на местното поделение на Шуменския революционен комитет.

### След Освобождението
В края на XIX век името на селото се появява в редовния печат във връзка с политически агитации преди парламентарните избори от 1896 г. При избухването на Балканската война в 1912 година човек от Дивдядово е доброволец в Македоно-одринското опълчение.
През периода 1925–1945 в селото работи лозаро-винарска кооперация „Разбой“. – с. Царев брод, Шуменско.
През 1944 г. литургия в селото отслужва Йосиф Варненски и Преславски.
Селото е присъединено към град Шумен с Указ 757 на Държавния съвет на НРБ от 05.05.1971 г. (обн., ДВ, бр. 36 от 08.05.1971).

## География
Дивдядово е разположено на 3 – 4 километра от Шумен в южна посока по пътя към Велики Преслав. На запад се издига Илчов баир – Шуменското плато, където са разположени Скални манастири, а по стръмните южни и югоизточни склонове на платото се намира местността „Скалните венци“.
През 1987 г. с т.нар. жителство в Дивдядово се водят над 12 000 жители, но живущите там са много по-малко, около 3 – 4 хиляди души. При преброяване на населението през 2001 г. се установява, че действително живеещите са 4976 души.

## Икономика
В Дивдядово добре е било развито земеделието – основно лозарство, зеленчукопроизводство, овощарство, зърнопроизводство и животновъдство.
В района се отглеждат 1300 декара лозови масиви, средногодишният добив от декар е 500 кг грозде (2009).
Кварталът се обслужва от автобусни линии 7, 71, 72 на градския обществен транспорт, както и железопътен транспорт – в югоизточната част на квартала, откъдето минава жп линията София – Варна, се намира спирка Дивдядово.

## Култура

### Църква
Почти до средата на XIX в. дивдядовчани са се черкували в малка църквица близо до извора Башбунар. В началото на 1840-те години благодарение на приятелството на някои от селските първенци с шуменския валия се решава да се издейства разрешение за построяване на нова и голяма черква. Строежът на православния храм „Св. Илия“ започва през 1845 г., веднага след получаването на султанското ираде и на 20 юли 1846 година – Илинден, той е осветен. По-късно храмовият празник става и ден за селския събор.

### Училище
Сигурни данни за първото училище в Дивдядово няма – предполага се, че до 30-те години на XIX в. децата на по-заможните селяни са ходили да учат в къщата на даскала. Има запазена приписка, в Триода, който се пази в черквата: „Аз Дончу Казанли сидех на Чингел даскал в лето 1826.“ Първото училище в Дивдядово е килийно – от 1838 г., намирало се е в двора на старата черква. През 1848 г. по инициатива на един от черковните ктитори – Стефан Изворски, е построено и първото училище по взаимната метода – в двора на изградената две години по-рано нова черква „Св. Илия“. Днес неговата сграда е музей.
В дописка от 1862 г. във в. „България“ пише, че новото училище има 200 ученика и има пансион към него. То е предназначено за момчета, а старото училище – за момичета. През 1870 г. се появява и втора дописка за дивдядовското училище – в. „Македония“ в бр. 66 от 16 юли описва изпитите в училището. Училището се издържа със средства от черковно-училищната каса и волни дарения. Сред учителите от този период са Рашко Блъсков и неговият син Димитър Блъсков. Тук, по спомени на съвременници, е учил и Панайот Волов. През 1919 г. се открива и първи прогимназиален клас към училището – съответстващ на днешен 5. клас. А от есента на 1940 г. началното и прогимназията дават началото на основното училище, което се настанява в новата си сграда, построена през 1939 г. – днес Панайот Волов.

### Читалище
Димитър Блъсков основава читалище „Благовещение“, открито тържествено на 25 март 1872 г. и урежда библиотека. Сред основателите на читалището е и Добри Войников, който подпомага освен в създаването и в дейността му. През 1928 – 1929 г. Ангел Митев отделя от своето дворно място в центъра на селото, за да се построи читалищен салон със сцена. Няколко години по-късно срещу него е изградена нова сграда на читалището с киносалон. От 1944 г. читалището носи името „Асен Златаров“.
През 1999 г. сградата е подпалена от човек с психично заболяване и изгарят над 8000 тома литература, а през 2010 г. останките ѝ – разрушени. С помощта на много дарители библиотеката е възстановена и днес във временната си сграда приютява повече от 18 000 тома.

## Спорт
Местният футболен тим е ФК „Рапид“, със своя стадион „Чавдар“, който играе в Североизточната В група.

## Личности
Родени в Дивдядово
- Тончо Жечев (1929 – 2000) – писател, литературен критик, професор, член-кор. на БАН
- Борис Митев (1920 – 2000) – агроном, професор
- Марко Андреев (1872 – 1954), български офицер, генерал-майор

## Галерия
- Къща музей „Тодор Рахнев“ – изглед отвън
- Къща музей „Тодор Рахнев“ – входът и прустът над него
- Къща музей „Тодор Рахнев“ –прустът с паралия и столове
- Къща музей „Тодор Рахнев“ – стая с миндери и долапи
- Къща музей „Тодор Рахнев“ – долапи и чеиз
- Къща музей „Тодор Рахнев“ – тъкачен стан
- Къща музей „Тодор Рахнев“ – кухнята с оджака
- Къща музей „Тодор Рахнев“ – част от музейната експозиция